# Rosengårdcentret
Ej att förväxla med Rosengårds köpcentrum i Rosengård, Malmö.

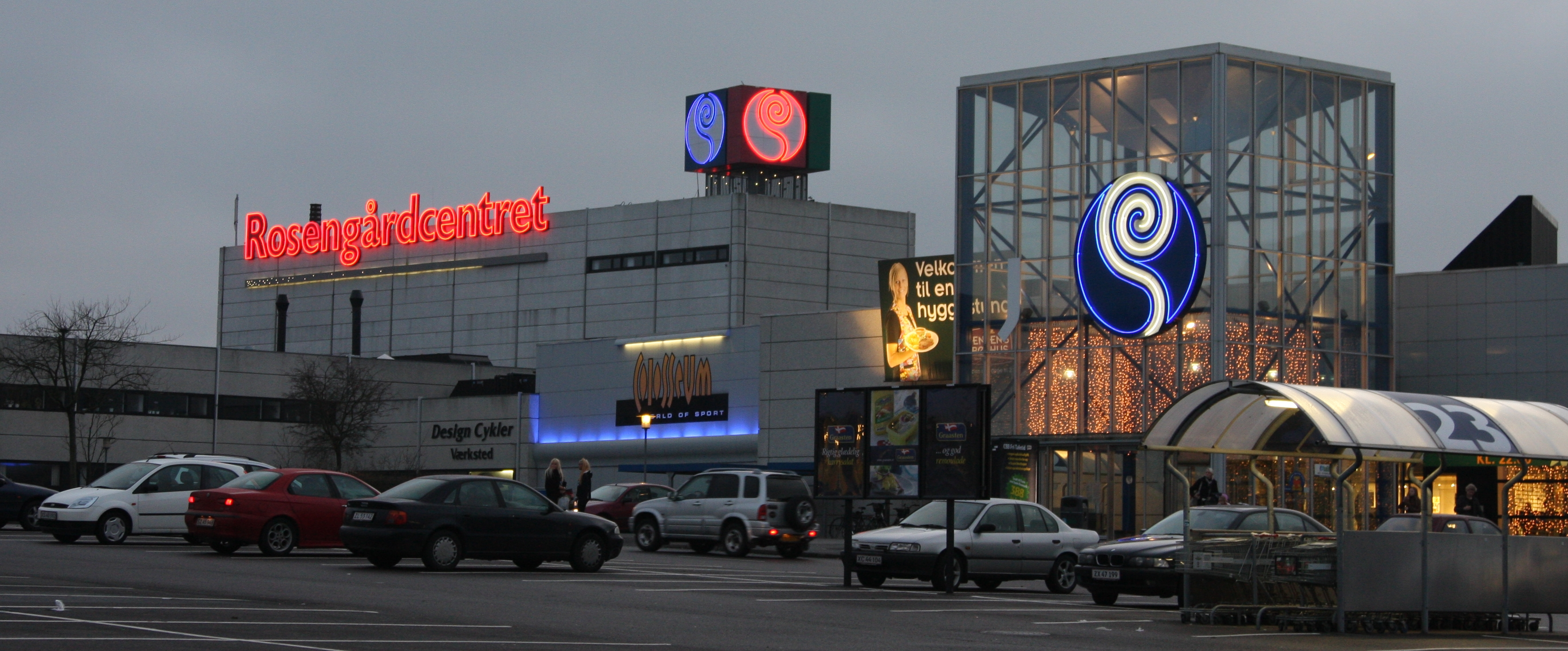
Rosengårdcentret

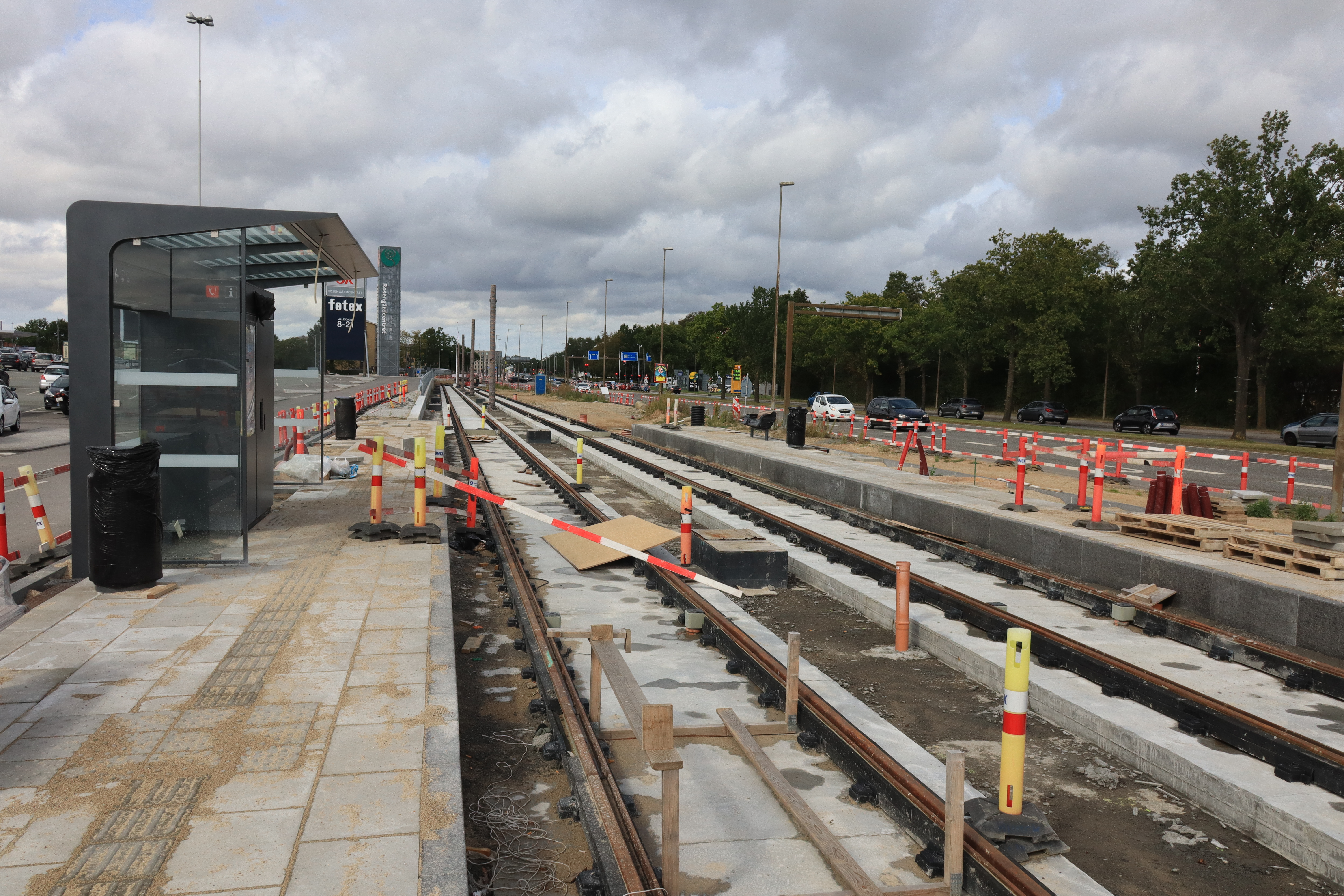
Spårvagnsstationen Rosengårdcentret längs Odense Letbane

Rosengårdcentret är ett köpcentrum i sydöstra utkanten av Odense, Danmark. Det är ett av Danmarks största köpcentrum. Det är även ett av de äldsta i Danmark, invigt 1971. Det finns fler än 150 butiker och restauranger i köpcentrumet.